# Xã Utica, Quận Clark, Indiana
Xã Utica (tiếng Anh: Utica Township) là một xã thuộc quận Clark, tiểu bang Indiana, Hoa Kỳ. Năm 2010, dân số của xã này là 6.016 người.